# Valúiski
Valúiski (en rus: Валуйский) és un poble (una khútor) de l'óblast de Rostov, a Rússia, segons el cens rus del 2010 tenia 235 habitants.